# Afronisia pallida
Afronisia pallida är en insektsart som först beskrevs av Rauno E. Linnavuori 1973.  Afronisia pallida ingår i släktet Afronisia och familjen Meenoplidae. Inga underarter finns listade i Catalogue of Life.